# Цената на града
Цената на града (на македонска литературна норма: Цената на градот) е игрален пропаганден филм от Социалистическа Република Македония от 1970 година. Режисьор на филма е Любиша Георгиевски, а сценарист Симон Дракул. Главните роли се изпълняват от Силвия Бадеску, Кирил Кьортошев, Дарко Дамевски, Юри Дарие, Вукан Диневски, Предраг Дисльенкович, Драгомир Фелба и други.
Действието във филма се развива през октомври 1944 година, в края на българското управление във Вардарска Македония през Втората световна война. Преразказана е историята за спасението на група български войници, бягащи от германските части. Населението на Охрид, предвождано от кмета Илия Коцарев, събира злато, с което откупува животите на войниците. Във филма обаче, вместо за български войници са разказва за италианци.
През 1980 година е заснет българският филм „Спасението“, който използва същия сюжет.